# Ulee Ue (Samalanga)
Ulee Ue is een bestuurslaag in het regentschap Bireuen van de provincie Atjeh, Indonesië. Ulee Ue telt 264 inwoners (volkstelling 2010).